# Atletismo nos Jogos Pan-Americanos de 1991 - 100 m com barreiras feminino
As provas dos 100 m com barreiras feminino nos Jogos Pan-Americanos de 1991 foram realizadas em  Havana, Cuba, com a final ocorrida em 7 de agosto.

## Medalhistas
| Ouro                   | Prata                 | Bronze                            |
| Aliuska López CUB Cuba | Odalys Adams CUB Cuba | Arnita Myricks USA Estados Unidos |

## Resultados

### Final
Vento: -1.7 m/s
| Posição           | Nome             | Nacionalidade      | Tempo | Notas |
| ----------------- | ---------------- | ------------------ | ----- | ----- |
| Medalha de ouro   | Aliuska López    | CUB Cuba           | 12.99 |       |
| Medalha de prata  | Odalys Adams     | CUB Cuba           | 13.06 |       |
| Medalha de bronze | Arnita Myricks   | USA Estados Unidos | 13.23 |       |
| 4                 | Dawn Bowles      | USA Estados Unidos | 13.24 |       |
| 5                 | Michelle Freeman | JAM Jamaica        | 13.33 |       |
| 6                 | Carmen Bezanilla | CHI Chile          | 13.90 |       |
| 7                 | Leslie Estwick   | CAN Canadá         | 13.97 |       |